# آن سونغ-بن
آن سونغ-بن (الكورية: 안성빈) هو لاعب كرة قدم كوري جنوبي في مركز الهجوم، ولد في 3 أكتوبر 1988 في ناميانغجو في كوريا الجنوبية. لعب مع نادي أنيانغ.

## وصلات خارجية
- آن سونغ-بن على موقع دوري كوريا الجنوبية (الإنجليزية)
- آن سونغ-بن على موقع قاعدة بيانات كرة القدم.إي يو (الإنجليزية)